# Felekiné Gáspár Anni

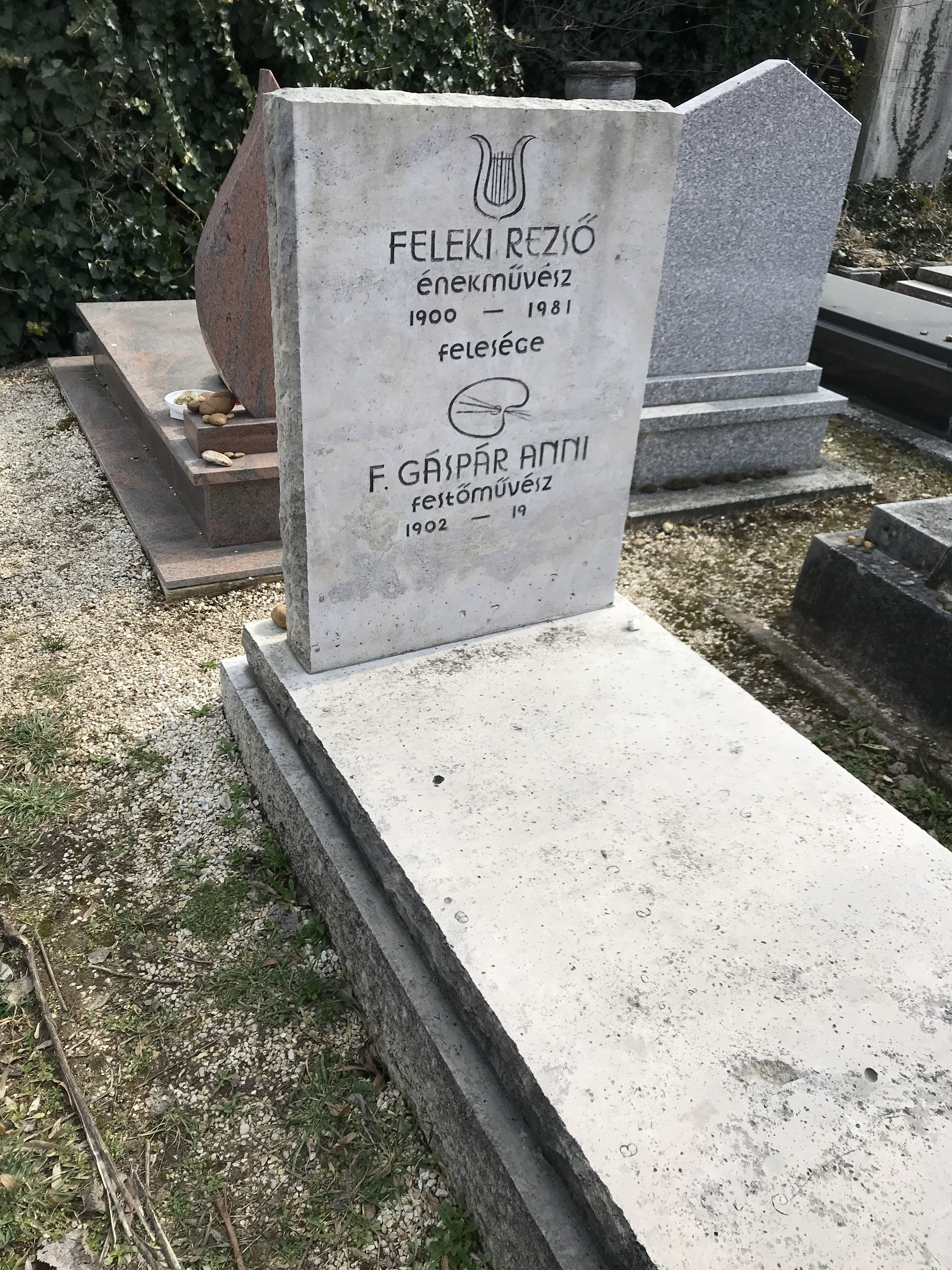
Sírja a Kozma utcai izraelita temetőben (5B-8-23)

Felekiné Gáspár Anni (Budapest, Terézváros, 1902. október 21. – Budapest, 1992. október 22.) Munkácsy-díjas festőművész. Festészetének fő témája az enteriőr, portréit, életképeit, csendéleteit leíró-elbeszélő előadásmód jellemzi.

## Életrajz
Budapesten született Gáspár Bernát nyelvtanár és Goldstein Róza gyermekeként izraelita vallású polgári családban. Gyermekkorában Miskolcra költöztek, ahol édesapja nyelviskolát nyitott. Az első világháború idején családjával ismét a fővárosba költözött. Tanulmányait 1916–17-ben a Fővárosi Iparrajziskolában végezte. Első férje Gondos Jenő (1900–1945) textilkereskedő volt, aki munkaszolgálatosként életét vesztette. A nyilas rémuralom során bujkálni kényszerült. A második férjét, Feleki Rezső operaénekest, a Dohány utcai zsinagóga későbbi főkántorát, a háború során ismerte meg. Huszonöt évig dolgozott irodában, utána 1943–44-ben Örkényi Strasser szabadiskolában Bernáth Aurél korrigálta a munkáit. 1948–49-ben az Elektromos Művek szabadiskolájában képezte magát tovább, itt Börzsönyi Kollarits Ferenc és Novotny Emil Róbert voltak a mesterei, de Breznay Józseftől is tanult. 1946-ban rendezte első egyéni kiállítását. 1950-ben Munkácsy-díjjal jutalmazták az I. Magyar Nemzeti Kiállításon Készülődés május 1-jére és Füttyös kalauznő című, a szocialista realizmus vagy „szocreál” sematikus stílusában alkotott képeiért.  Az 1950-es években a Műcsarnokban, az Ernst Múzeumban és a szocialista országokban rendezett csoportos tárlatokon szerepelt műveivel.

## Kiállításai

### Egyéni kiállításai
- 1946 • Arad
- 1955 • Csók Galéria, Budapest
- 1973 • Nagytétényi Kastélymúzeum, Nagytétény
- 1974 • Fényes Adolf Terem, Budapest
- 1977 • Békéscsaba
- 1980 • Benczúr Terem, Nyíregyháza.

### Válogatott csoportos kiállításai
- 1950 • 1. Magyar Képzőművészeti kiállítás, Műcsarnok, Budapest
- 1951 • Magyar katona a szabadságért, Fővárosi Képtár, Budapest • 2. Magyar Képzőművészeti kiállítás, Műcsarnok, Budapest
- 1952 • Arcképkiállítás, Ernst Múzeum, Budapest
- 1957 • Magyar forradalmi művészet, Műcsarnok, Budapest • továbbá Moszkva • Berlin • Varsó • Bukarest • Szófia magyar kiállításai.

## Díjai
- 1950 Munkácsy-díj II. fokozat